# Renata Bekier
Renata Bekier (* 3. Februar 1991 in Sosnowiec) ist eine ehemalige polnische Beachvolleyballspielerin.

## Karriere
Bekier nahm 2008 mit Kinga Kołosińska an der Jugend-Weltmeisterschaft in Den Haag teil und belegte den 17. Platz. Im gleichen Jahr spielte sie in Mysłowice ihr erstes Open-Turnier der FIVB World Tour. 2009 bildete sie ein neues Duo mit Daria Paszek. Bekier/Paszek wurden Neunte der Jugend-WM in Alanya. Die U20-Europameisterschaft in Griechenland beendeten sie als Dritter. Im folgenden Jahr wiederholten sie dieses Ergebnis in Catania. Anschließend nahmen sie in Stare Jabłonki erstmals an einem Grand Slam teil und erreichten bei der Junioren-WM in Alanya den 25. Platz. Auf nationaler Ebene gewannen sie die polnische Meisterschaft der Junioren. 2011 wurden Bekier/Paszek Siebte der U23-EM in Porto und Vierte bei der Junioren-WM in Halifax. 2012 war der Grand Slam in Stare Jabłonki mit Agnieszka Pregowska der einzige internationale Auftritt für Bekier. 2013 bildete sie ein neues Duo mit Agata Oleksy. Bekier/Oleksy kamen bei der U23-WM in Mysłowice auf den neunten Rang. Bei der WM 2013 in Stare Jabłonki schieden Bekier/Oleksy trotz eines Sieges über die Italienerinnen Gioria/Giombini nach der Vorrunde aus. Danach beendete Renata Bekier ihre Karriere.